# Theraphosinae
Los terafosinos (Theraphosinae) son una subfamilia de arañas migalomorfas de la familia Theraphosidae. Propios de América, mostrando gran diversidad en la región sur de Norteamérica, Centroamérica y Sudamérica. Se caracterizan por poseer pelo urticante, de tipo I, III y IV y por sus pedipalpos extendidos.

## Géneros
Los Theraphosinae incluyen los siguientes géneros:
- Acanthoscurria
- Aenigmarachne
- Anqasha
- Aphonopelma
- Bonnetina
- Brachypelma
- Chromatopelma
- Citharacanthus
- Clavopelma
- Crassicrus
- Cyclosternum
- Cyriocosmus
- Cyrtopholis
- Euathlus
- Eupalaestrus
- Grammostola
- Hapalopus
- Hapalotremus
- Hemirrhagus
- Homoeomma
- Lasiodora
- Lasiodorides
- Magulla
- Maraca
- Megaphobema
- Melloleitaoina
- Metriopelma
- Murphyarachne
- Neostenotarsus
- Nesipelma
- Nhandu
- Ozopactus
- Pamphobeteus
- Paraphysa
- Phormictopus
- Plesiopelma
- Proshapalopus
- Pseudhapalopus
- Reversopelma
- Schismatothele
- Schizopelma
- Sericopelma
- Sphaerobothria
- Stichoplastoris
- Theraphosa
- Thrixopelma
- Tmesiphantes
- Vitalius
- Xenesthis